# 쿤자랍 고개

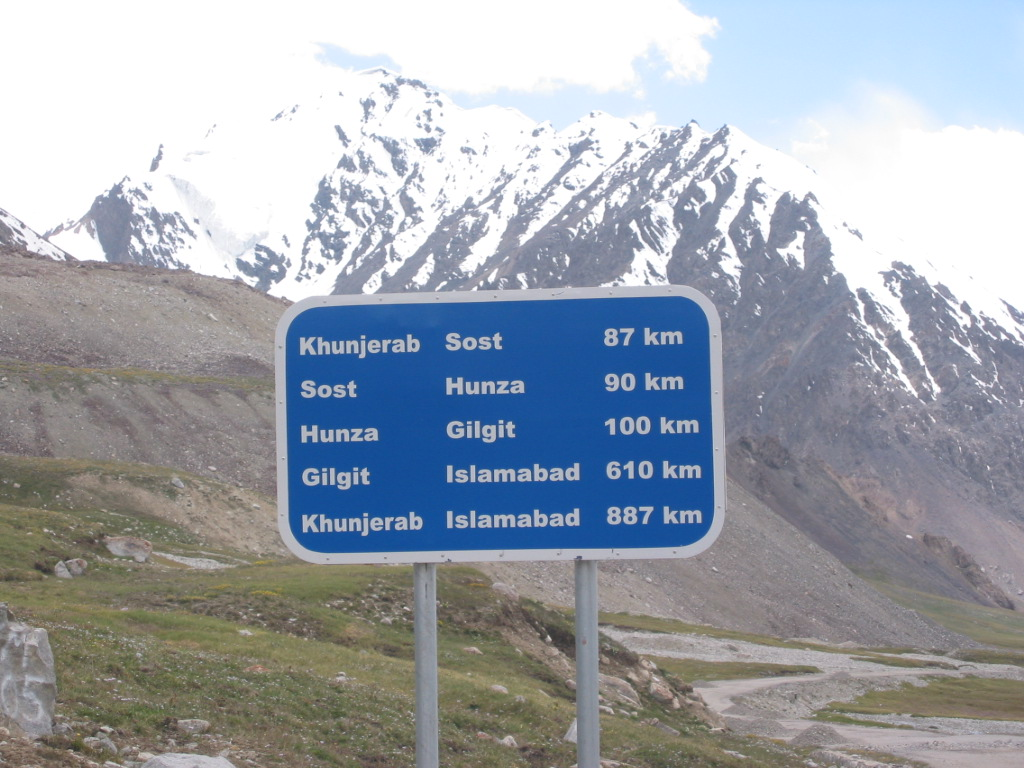

쿤자랍 고개(Khunjerab Pass)는 파키스탄과 중국의 국경으로 그 고도가 해발 4,693m로 세계에서 가장 높은 국경이다. 또한 이곳은 카라코람 하이웨이의 가장 높은 지점이기도 하다. 이 이름은 피의 계곡이라는 와키에서 유래되었다. 이 도로는 1982년 완공되었다.

## 교통
이 쿤자랍 패스에는 국경이 열려 있는 동안 매일 중국과 파키스탄 사이를 운행하는 국경 버스가 존재한다. 이 국제 버스는 국경인 소스트와 중국 국경 도시인 타슈쿠르간을 자나 카슈가르까지 운행한다. 중국에서 파키스탄으로 국경을 넘어오는 여행자는 카슈가르에서 국제버스를 탈 수 있다.

## 같이 보기
- 소스트
- 카라코람 하이웨이
- 중국 타슈쿠르간 타지크 자치현
- 파키스탄 길기트발티스탄